# (6477) 1988 AE5
(6477) 1988 AE5 (1988 AE5, 1981 XE2, 1983 CT5) — астероїд головного поясу, відкритий 14 січня 1988 року.
Тіссеранів параметр щодо Юпітера — 3,217.